# Kozin (Mazovie)
Pour les articles homonymes, voir Kozin.
Kozin (prononciation : [jaʑˈvinɨ]) est un village polonais de la gmina de Krasne dans le powiat de Przasnysz de la voïvodie de Mazovie dans le centre-est de la Pologne.
Il se situe à environ 4 kilomètres au sud-ouest de Krasne (siège de la gmina), 12 kilomètres au sud-ouest de Przasnysz (siège du powiat) et à 78 kilomètres au nord de Varsovie (capitale de la Pologne).

## Histoire
De 1975 à 1998, le village appartenait administrativement à la voïvodie de Ciechanów.